# Дюперрон, Георгий Александрович
Гео́ргий Алекса́ндрович Дюперро́н (Гео́ргий-Ви́ктор-Вильге́льм Дюперро́н, нем. Georg Victor Wilhelm Duperron; 12 [24] сентября 1877, Санкт-Петербург — 23 июля 1934, Ленинград) — российский футбольный деятель. Основатель футбола и олимпийского движения в России, первый российский футбольный судья и спортивный журналист, историк, теоретик и библиограф российского спорта.

## Биография
Родился в семье Александра Дюперрона, купца 1-й гильдии и потомственного почётного гражданина Санкт-Петербурга, предки которого приехали в Россию в начале XIX века.
С 1887 по 1895 годы учился в гимназии Главного немецкого училища Св. Петра, одновременно занимаясь спортом. С 14 лет принимал участие в соревнованиях конькобежцев в Юсуповском саду.
После окончания гимназии, летом 1895 года, совершил поездку в Париж, где знакомился со спортивной жизнью французской столицы и присутствовал при побитии мирового рекорда в часовой езде на велосипеде, о чём 18-летний Георгий писал в своей первой статье «Отчего России не принадлежит ни один всемирный рекорд» (журнал «Самокат», 1895, № 1). Статья отличалась глубоким, аналитическим взглядом на состояние российского спорта в то время.
В 1895 году поступил в Петербургский университет на юридический факультет. Студенческая жизнь Георгия была наполнена спортом. Он состоял членом сразу в нескольких спортивных кружках, выступал в соревнованиях по конькам, велосипеду, лёгкой атлетике (под псевдонимом «Сюрлеби»), футболу, хоккею; избирался членом Петербургского гоночного бюро, в обязанности которого входила проверка любительства каждого спортсмена и выдача ему разрешения на участие в любительских соревнованиях. Как и большинство дореволюционных русских спортсменов, к двадцати годам Дюперрон перепробовал практически все известные в тогдашней России виды спорта.
27 октября 1897 года участвовал в известном собрании представителей спортивных кружков Петербурга, на котором обсуждался вопрос об участии русских спортсменов в Олимпийских играх. Именно в студенческие годы началась его карьера спортивного журналиста. Дюперрон активно сотрудничал в журналах «Самокат» и «Циклист» — изданиях отечественных велосипедистов-туристов.
В 1900 году стал сотрудником журнала «Спорт», а в следующем году — его главным редактором и издателем (вместо Андрея Нагеля). В 1901 году стал первым, кто оповестил Россию о новой игре баскетбол.
После успешного окончания университета в 1901 году поступил на действительную воинскую службу (1905—1907) и по окончании её причислен к министерству народного просвещения. 19 мая 1907 откомандирован в Петербург и с 1 сентября 1907 года зачислен в штат Императорской публичной библиотеки младшим помощником библиотекаря в Отделение истории.
К 1917 году служил в том же Отделении старшим помощником библиотекаря. С 1 ноября 1917 был назначен библиотекарем и членом хозяйственного комитета Публичной библиотеки. Проводил подготовительные работы во вновь образуемом Отделении прикладных наук, до 1919 года продолжал работать в Отделении истории.
С 23 октября 1919 года — временно, а с 9 декабря 1921 года — постоянно — заведующий отделением «Россика», главный библиотекарь. Уволен из Публичной библиотеки 14 июля 1930 года на основании постановления центральной комиссии по чистке научно-исследовательских учреждений.
Скоропостижно скончался в Ленинграде в 1934 году от почечной недостаточности. Похоронен на Волковском лютеранском кладбище, однако позднее его прах был перенесён на Смоленское православное кладбище в Ленинграде.

## Спортивная деятельность
Один из первых деятелей отечественного спорта. Ещё в студенческие годы был инициатором создания ряда спортивных клубов демократичного направления, массового «Общества содействия физическому воспитанию учащейся молодёжи» в Петербурге (1893).
В 1900 году по своей инициативе отправился на Олимпийские игры в Париж в качестве первого русского спортивного журналиста. С 1895 года сотрудничал в журнале «Самокат» и «Циклист», с 1900 года — в еженедельном журнале «Спорт», в 1902—1908 годах — редактор этого журнала, неоднократно публиковал статьи в ряде дореволюционных спортивных издательств («К спорту!», «Русский спорт», «Спорт» (Киев), «Спортсмен», «Азарт», «Спортивное обозрение», «Сила и здоровье», «Иллюстрированный журнал атлетики и спорта»). Писал под псевдонимами: Г. А. Д.; Г. Д.; Д.; Г. А. Д-н; Дэ; Мистер Аут; Спортсмен. Опубликовал статьи о спорте в НЭС (1911—16), неоднократно писал о спортивных новостях в «Биржевых ведомостях» (1910—15).
Входил в образованный в 1888 году Петербургский клуб любителей спорта (КЛС), выступал в качестве тренера, судьи, организатора и участника соревнований, играл в футбольной команде КЛС (1902). Один из организаторов первой в России «Петербургской футбол-лиги» (1902), с 1904 года — секретарь Лиги, был первым капитаном футбольной и хоккейной команд России, с 1908 — арбитр футбольных матчей, с 1915 — председатель Всероссийского футбольного союза.
С 1897 года принимал участие в Олимпийском движении, при создании в 1911 году национального Российского Олимпийского комитета (РОК) был избран его секретарем, вёл обширную переписку с международным олимпийским комитетом (МОК) и ФИФА на адрес ПБ, активно влиял на их решения, был избран членом МОК (1913—15).
Участвовал в составе первой русской делегации в Олимпиаде в Стокгольме (1912), освещал ход олимпийских игр в отечественной печати («Красота и сила» (Киев), «Русский спорт»). Принимал участие от РОК в олимпийском конгрессе и 16 сессии МОК в Лозанне (1913), в съездах МОК в Лионе и Париже (1913), в международном конгрессе по физическому воспитанию в Лозанне (1914).
В 1918 с большими трудностями организовал традиционный ежегодный футбольный турнир в Петрограде, оставался секретарём футбольной лиги, активно сотрудничал с Всевобучем, принимал участие в качестве делегата от Петроградского губвоенкомата во Всероссийском съезде по Всевобучу (1921).

## Участие в рождении российского футбола
Датой рождения российского футбола принято считать 12 (24) октября 1897 года. В тот день на Васильевском острове состоялся первый матч двух первых русских футбольных клубов. На плац I Кадетского корпуса, превращённый в футбольное поле, вышли команды «Кружка любителей спорта» и «Санкт-Петербургского кружка спортсменов». Тот матч закончился со счетом 6:0 в пользу последних.

## Работа в Государственном институте физического образования им. П. Ф. Лесгафта

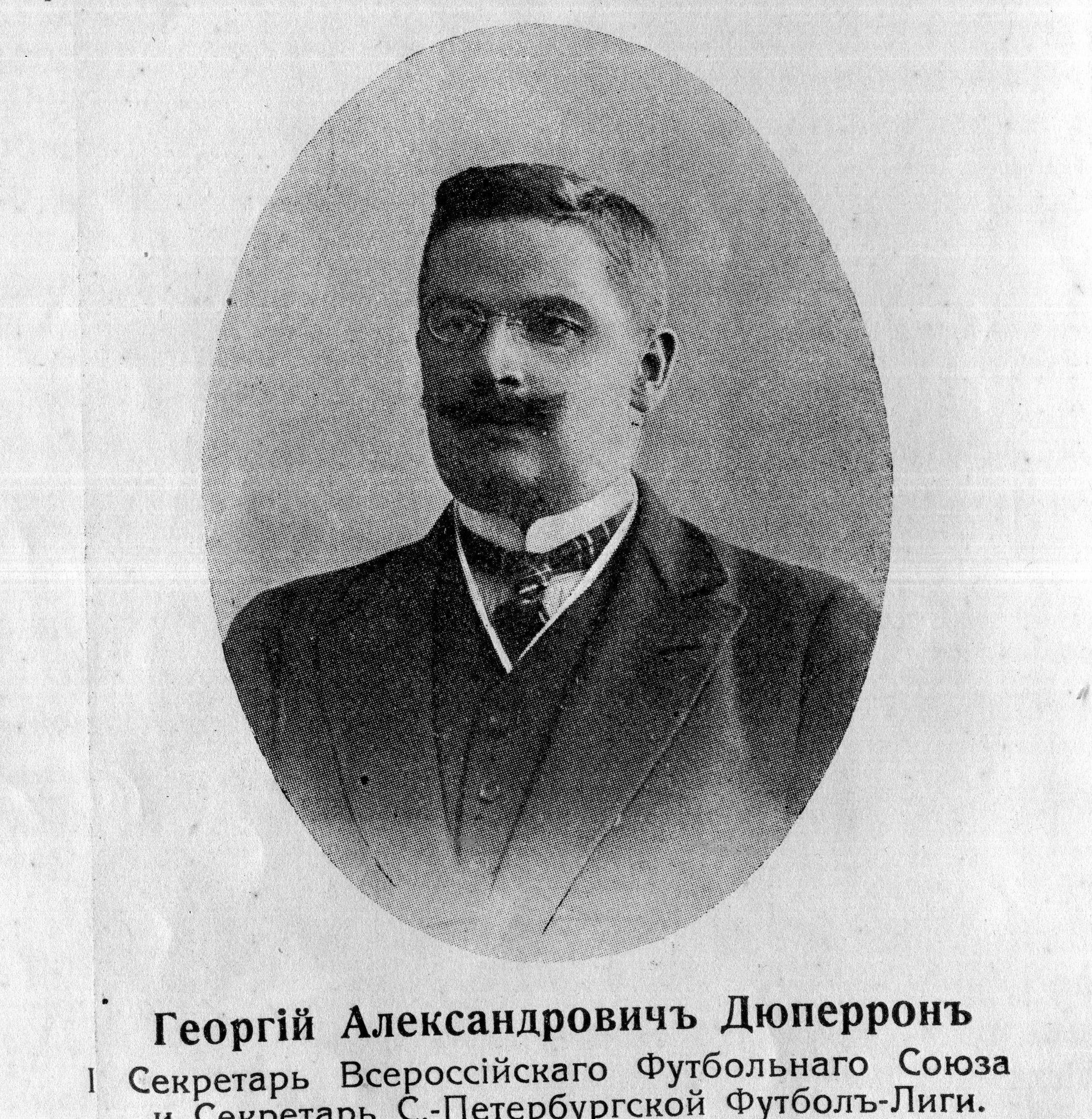
Г. А. Дюперрон (фото ок. 1914)

Впервые работал в Государственном институте физического образования им. П. Ф. Лесгафта в 1925—1926 учебном году. В этот период им была создана экспозиция первого отечественного музея спорта, который создавался для нужд учебного процесса.
С 1930 года снова работал в институте по приглашению директора профессора Елизария Зеликсона. Данное приглашение во многом было предопределено тем, что в 1924 году была опубликована работа Дюперрона «Краткий курс истории физических упражнений», а в 1925 году вышел в свет его фундаментальный, 3-томный труд «Теория физической культуры», который в дальнейшем переиздавался в 1927 и 1930 годах.
Первоначально ему было предложено воссоздать музей спорта института — систематизированный набор наглядных пособий к курсу истории физической культуры и спорта. В 1931 году музей открылся и Дюперрон стал его первым директором. Помимо этого он читал курс «Теории физической культуры». В 1932 ему было присвоено звание доцента.
16 апреля 1934 года открыта кафедра спортивных игр Государственного института физического образования им. П. Ф. Лесгафта. Дюперрон стал её первым заведующим.

## Репрессии
Дюперрон дважды подвергался аресту органами ЧК-ОГПУ (1921, 1927), неоднократно увольнялся с работы. Особым совещанием при коллегии ОГПУ 13 мая 1927 года по статье 58-5 УК РСФСР лишён права проживания в 6 пунктах с обязательным прикреплением к определённому месту жительства на 3 года; высылка отменена. По делу П-66877 (обвинение группы членов организации бывшего «Союза Русского сокольства» в контрреволюционной деятельности, статья 58/5 УК РСФСР) реабилитирован 21 апреля 1989.

## Семья
Жена — Маргарита Матвеевна Дюперрон (Чарская), 1908 года рождения, уроженка Владивостока, беспартийная, после смерти мужа жила на его средства, проживала: Ленинград, Загородный пр., д. 34, кв. 6. Арестована 18 января 1938 года комиссией НКВД и прокуратуры СССР. 18 июня 1938 года приговорена по статье 58 УК РСФСР к высшей мере наказания. Расстреляна в Ленинграде 9 июля 1938 года.

## Награды
- Орден св. Станислава 3-й степени — 1912 («за отлично усердную службу»)
- Медаль в память 300-летия Дома Романовых — 1913

## Память
На доме на проспекте Добролюбова, 21, где жил Дюперрон, установлена мемориальная доска.